# VM i halvmaraton 2014
|  | Denne artikel eller sektion om sport er forældet eller ikke opdateret. Se artiklens diskussionsside eller historik. |

VM i halvmaraton 2014 arrangeres lørdag den 29. marts 2014 i København, Danmark med Dansk Atletik Forbund som vært. Der forventes omkring 250-300 topløbere fra op imod 45 lande, men løbet åbnes for deltagelse af alle, der har lyst. Det er aldrig sket før. Arrangørerne giver plads till 25.000 motionsløbere.
Løbet har Dansk Atletik Forbund som arrangør i samarbejde med Sport Event Denmark, Wonderful Copenhagen og Københavns Kommune. Det løbes på en lukket rute gennem Københavns gader med start og mål på Christiansborg Slotsplads.
Dansk Atletik Forbund har indgået et titelsponsorat med Arbejdernes Landsbank som betyder at eventet hedder IAAF/AL-Bank VM Halvmaraton.

## Valg af vært
IAAF'S Council besluttede 11 november 2011, at VM Halvmaraton 2014 skal finde sted i København. 
København vandt over Cardiff (Storbritannien), New York (USA), Mexico City (Mexico) og Beograd (Serbien) og Tjeboksary (Rusland). 